# 逆轉裁判系列角色列表
逆轉裁判系列角色列表列出日本遊戲作品《逆轉裁判》以及《逆轉檢事》中登場的人物。
以下部份譯名為常用譯名。

## 逆轉裁判

### 主要登場人物

#### 綾里法律事務所／成步堂法律事務所／成步堂萬能事務所
成步堂龍一（Phoenix Wright）(1992.4~)
- 配音：巧舟（游戏1至4代、复苏）/近藤孝行（宣传片及特典动画、游戏5、6代）/成宫宽贵（雷顿教授VS逆转裁判）/梶裕貴（电视动画）

遊戲1-3代、5、6代主角，初登場時24歲。於2016年5月當上律師。特徵是刺蝟頭的髮型。當他陷入困境時總能在一些微妙的地方上找出真相，加上眾人的幫忙把情勢逆轉。2016年8月第一次上法庭。綾里千尋去世後接下了事務所所長的位置。得到了綾里春美给的勾玉，可以破解人的“心靈枷锁”。
3代結束後不久因在某次法庭被陷害，被吊銷了「辯護律師」的資格；結果在七年期間擔任不懂彈鋼琴卻在俄羅斯餐廳任職的落魄鋼琴師，實際上則是七年間不敗的傳說撲克牌玩家。歷經七年的磨練，變的越來越隨興（包括服裝）。非常溺愛美貫，凡是女兒的要求都無法拒絕，甚至讓她預支了15年份的零用錢去買「牙琉搖滾樂團（ガリューウエーブ）」的周邊商品。
在4代的最後因王泥喜法介的努力而得到清白，在重考法律試後再次獲得律師的資格，重新擔任系列主角。
在5代中說明了那七年成步堂沒有離開法律界，受御劍之托出國考察司法制度，重新取回律師資格的過程也受到了御劍許多幫助。
在6代時因真宵結束修行而前往克萊因王國迎接真宵回國，卻捲入克萊因王國的司法革命事件。
名字含意：成步堂（なるほどう）與日文的讀音「原來如此（naruhodo）」相似。Phoenix意為鳳凰。
王泥喜法介（Apollo Justice）
- 配音：荻原光之郎（日语：荻原光之郎）（サブデザイナー、遊戲4代）/KENN（4PV・特別法廷2008オーケストラコンサート、10周年特別法廷、游戏5、6代、ドラマCD）

4代主角，初登場時22歲。特徵是紅色西裝和鋒利的頭髮。憑著絕佳的眼力，與母親留下（本人不知）手鐲，能夠察覺別人的緊張情緒，觀察到他人緊張時的「小動作」，從而得知證人是否在說謊或隱瞞。與成步堂 美貫是同母異父的兄妹。
在5代時有了不小的成长，还会作为前辈给刚进事务所不久的新人心音一些建议。
6代結束後，為繼承養父遺志，自願留在克萊因王國，並成立自己的法律事務所。
名字含意：「王泥喜」與日文「驚訝（Odoroki）」是諧音。
綾里千尋（Mia Fey）(1989.8.2~2016.9.6)
- 配音：河原深雪（游戏第3代）/大原沙耶香（广播剧CD）/中村千绘（电视动画）

27歲。成步堂龍一的師傅，綾里法律事務所所長，在法律界有一定的名氣，2012年2月16日第一次上庭，但受到不小的挫折。在其第二次上庭(2013.4.11)時為成步堂龍一辯護。名句是：「律師在越緊要關頭時，笑得越開朗。」
於1代的第二章「逆轉姊妹」中遭小中大殺害。
綾里真宵（Maya Fey）(1999.3.23~)
- 配音：花村怜美（日语：花村怜美）（特典动画、遊戲6代）/桐谷美玲（雷顿教授VS逆转裁判）/悠木碧（电视动画）

千尋的妹妹，初登場時17歲。現任倉院流靈媒道掌門綾里 舞子的女兒，但由於綾里舞子死亡，成為了正式掌門。在其姊過世後留在事務所幫助成步堂龍一。曾多次陷入危機當中。在成步堂龍一遇上困難時，會以靈力召喚已死去的死者幫助破案。
在6代時前往克萊因王國修行，並遇見前來迎接的成步堂。
名字含意：「真宵」與日文的讀音同「迷糊（Mayoi）」。
綾里春美（Pearl Fey）(2009.6.19~)
- 配音：佐伯美由紀（日语：佐伯美由紀）（遊戲5、6代）/久野美咲（电视动画）

真宵和千尋的表妹，初登場時8歲。見習靈媒師，擁有比真宵更強大的靈力，賦予勾玉破解「心靈枷鎖」的能力。
在5代中再次登場，已经成长为礼仪端正作风处实的少女，受真宵之托前來幫助成步堂龍一並协助调查。
成步堂美貫（Trucy Wright）
- 配音：樋口智惠子（遊戲5、6代）

4代起登場，成步堂龍一的養女，立志成為魔術師。因為家中只有爸爸彈破爛鋼琴不足以為生，所以晚上會到其他地方去表演魔術賺錢。經常有異想天開的想法，對於案發現場會隨意發言的個性。雖然跟真宵有些相像，但稍微更會裝可愛。得意技是『帽子君』，可以用腹語術做叫出巨大人偶表演。還有『內褲的神秘小宇宙』，可以從表演用的愛心內褲（非用來穿著）中，拿出各種東西。生父是魔术师或真敷雜九（本名：奈奈伏影郎）。與王泥喜法介是同母異父兄妹。
6代中捲入了一場針對或真敷一族的殺人案件中，並成為該案件的嫌疑人。
希月心音（Athena Cykes）
- 配音：潘惠美（遊戲5、6代）

5代登場，成步堂龍一的新助手，成步堂律師事务所的新人律师，是个感情丰富，争强好胜的女生。拥有可以从声音中听出发言人的情感变化的能力，以「拯救人心」为目标踏进法庭，想用自己的心理分析，为法庭吹进一股新风。是本作UR-1事件的核心人物，在該案件中母親希月真理教授被國際間諜殺害，真理的學生夕神迅為袒護心音擔下罪行長達7年之久，她則為拯救夕神迅而努力奮鬥從而成為了一名律師。
6代中仍主要作為成步堂和王泥喜的助手發揮心理分析的本領。

#### 檢察院
御劍侍（Miles Edgeworth）（1代主要對手）(1992.8~)
- 配音：岩元辰郎（日语：岩元辰郎）（游戏1至3代、复苏、逆转检察官1至2代）/竹本英史（特典动画、广播剧、遊戲5、6代、雷顿教授VS逆转裁判）/玉木雅士（电视动画）

成步堂的兒時好友，小學同學，初登場時24歲。狩魔豪的徒弟， 20歲就當上檢察官，人稱“天才檢察官”，但仍有傳聞指他為了勝利不擇手段，甚至不惜偽造證據和操控證人的供詞。其父親御劍 信(1966~2001.12.28)是一名辯護律師，在地震後的電梯內受到槍擊死亡，御劍 怜侍當時也在場，事件後來成為懸案，代號DL－6；由於此次事件造成心靈創傷，非常懼怕地震和像升降機般的密閉空間。和成步堂交手之前從未敗訴。小學時期因為學級裁判的關係與成步堂和矢張成為死黨。2012年2月16日第一次上庭，和綾里千尋交手。
在5代時再度登場，如今已經坐到了檢察院的首席，司檢察長一職。
狩魔豪（Manfred von Karma）（1代最終對手）
- 配音：大塚明夫（電視動畫）

御劍侍的師父，狩魔冥的父親。從任職以來有著40年的不敗紀錄，但最後卻敗給成步堂。在二代故事開始前已經病逝。
狩魔冥（Franziska von Karma）（2代主要對手）(1999.6.21~)
- 配音：泽城美雪（特典动画、广播剧CD）/弓場沙織（电视动画）

狩魔豪的女兒，初登場時18歲。受父親影響對「完美」二字也是非常執着。爱带皮鞭上庭，无论审判官、证人或是律师，一言不合就拿皮鞭乱抽(但是攻击对象通常是自己熟悉的男性，如成步堂、御剑、糸鋸、法官)。她认为成步堂把御剑和她的父亲“杀害”而声言要向成步堂报复，在法庭上把他打败，最后因不敌成步堂而出国，回美国继续她的“完美不败纪录”。逆转三最终章中回国，在最后的案件（华丽的逆转）中担任第一天的检察官。
戈德（Godot）（3代主要對手）
- 配音：小山力也（广播剧CD）/平田廣明（电视动画第2季）

年齡不詳。臉上戴着機械人般的護目鏡，謎一般的檢察官。經常提出一些常人難以明白的比喻，使大家都摸不著頭緒。熱愛咖啡，在上庭時也照喝無誤。據戈德自己聲稱，每次上庭都能在他喝完第十七杯咖啡前獲得勝利。
本名「神乃木莊龍」，千尋在星影律師學習時的長輩，被美柳千奈美在咖啡下毒後失明。2017年奇蹟似復活後，改名為戈德，使外人對他的本名，國籍，年齡，來歷無從稽考。由於深愛著千尋，似乎因為成步堂沒有保護好千尋而對他抱有敵意。初登場時一度把成步堂的名字叫成丸步堂（maruhodou）。在第3代最後故事中，識破綾里貴美子的詭計，事先得知貴美子要給春美的暗殺計畫，將計就計的參與其中，為了保護真宵在雪地埋伏，导致綾里舞子被他刺中，失血過多而身亡。他将尸体交给千奈美的妹妹綾美，偽裝殺人現場。最後在審判過程中，被成步堂成功指认為兇手。見證了繼承千尋意志的傳承者成步堂，流下了血色眼淚。
牙琉響也（Klavier Gavin）（4代主要對手）
- 配音：楠田敏之（日语：楠田敏之）（遊戲5代）

17歲出道的天才檢事，同時也是奪去成步堂律師生涯的檢事－牙琉 霧人的弟弟，另一方面則是『牙琉搖滾』樂團的領導跟主唱。法庭上經常表演空氣吉他秀、登場時也有搖滾BGM陪襯。對於追求真實的執著高於打敗對方，審判途中會不時給王泥喜提醒，偶爾在對方快要放棄希望時，還會自己跳出來指摘證人。
在5代中為專注於檢察官的工作，不得已將樂隊解散了。
夕神迅（Simon Blackquill）（5代主要對手）
- 配音：咲也俊介（日语：咲也俊介）（遊戲5、6代）

因殺人罪而入獄的犯人，現役檢察官。因有這樣的矛盾，在法庭上又經常做出有問題的行為，所以被稱為「司法界的歪曲」，通稱 “歪曲檢察官（ユガミ検事）”。擅長應用心理學的特別法庭戰術。用銳利的眼光來預測對手的思考，有時冷靜，有時會以粗暴的暢所欲言。
在6代第四章再次登場，緊急委託心音為該案件的辯護律師，最初在法庭內擔任目擊證人，但後期因看見心音處於劣勢就站在辯護席來協助她。
那由他·薩多瑪迪（6代主要對手）
- 配音：浪川大輔（遊戲6代）

克萊因王國的檢察官，擁有身為國際檢察官於各國法庭中審判的資格。平常個性比較溫柔，但當站在法庭上就會顯露毒舌的一面。
亞內武文（Winston Payne）
- 配音：横島亘（日语：横島亘）（电视动画）

初登場時52歲。被稱為「新人殺手」的檢察官，極度自信，對於新晉律師絕不手下留情。成步堂第一次上庭的對手。
亞內文武（Gaspen Payne）
- 配音：泉尚（日语：いずみ尚）（遊戲5、6代）

亞內武文的弟弟。與其兄同樣極度自信，對於新晉律師絕不手下留情。
於5代中敗給成步堂後，被日本法律界驅逐。於6代中成為克萊因王國的檢察官，卻再次敗給成步堂。

#### 其他
矢張政志（Larry Butz）(1993.2~)
- 配音：小野坂昌也（广播剧CD、遊戲6代）/奈良徹

成步堂與御劍的兒時好友，小學同學，初登場時23歲。經常轉職和被女朋友拋棄，給人輕浮和不腳踏實地的感覺，不知為何經常被牽扯到案件中，運氣糟糕透頂。人稱麻煩製造者，「這件壞事的背後果然是矢張」被說了23年。為成步堂龍一當上律師後第一個辯護者。
名字含意：「矢張」的日文發音似「果然（Yahari）」。
糸鋸圭介（Dick Gumshoe）(1986.6.19~)
- 配音：石井康嗣（特典、广播剧CD）/岩崎征實（电视动画）

派出所的可憐刑警，初登場時30歲。常常負責殺人案的初步調查。沒有什麼推理頭腦，有點健忘，但「調查」案件時卻又很有幹勁，是個對於刑警工作很有熱誠的人物。但過份的熱情卻讓他吃盡苦頭，比如經常被檢察官為他的錯誤而被扣減薪水，所以只能天天吃烏龍麵。曾經被狩魔冥裝上追蹤器，但仍然懵然不知。說話習慣在句尾加上「的說」。
在逆轉系列中，糸鋸登場於逆轉裁判1、2、3、4（回憶）及逆轉檢事1、2中。
番轟三（Bobby Fulbright）
- 配音：佐藤美一（日语：佐藤美一）（遊戲5代）

5代登場，搜查事件現場的刑事。在以口號為「Justice！（正義）」的每一天，守護著市民的和平。對於有困擾的人不能放下不管，不原諒任何惡事，是一個有著太過熱血的正義感的人。
牙琉霧人（Kristoph Gavin）
有青色閃電之稱號的最強律師，牙琉響也的哥哥，王泥喜的師父。與成步堂有七年的交情，心機很重，為達目的不擇手段之後貫徹到底的人。也是害成步堂辯護律師生涯結束，冠上拿偽證律師臭名的兇手。
寶月茜（Ema Skye）
- 配音：井上麻里奈（遊戲6代）

自稱科學搜查官。與成步堂初次見面是在九年前的事件。
事件結束後前往美國留學，主要學習科學搜查技術。期間有回國幫御劍用自購的科學道具協助搜查。
原本是想當科學搜查官，但由於考不上的關係被配屬到了刑事課。還是一樣科學狂熱者的狀態，不時會拿出好用的科學儀器道具，幫王泥喜不少忙。對於一般搜查不是很熱衷，尤其討厭搖滾檢事（指的是牙琉 響也）。有用花林糖扔人的習慣。
在6代正式成為她心目中理想的科學搜查官。
法官（Judge）
- 配音：外波山文明（日语：外波山文明）（遊戲5、6代）/樋浦勉（日语：樋浦勉）（电视动画）

特徵是留了極久的灰白鬍子。長期擔任法院的執行長，不過常被成步堂以及檢察官搞的一頭霧水。常有驚奇的舉動。弟弟也是法官，最大的差別在於鬍子是暗黃色的。
蕾法·帕多瑪·克萊因（Rayfa Padma Khura'in）
- 配音：早見沙織（遊戲6代）

克萊因王國的姬巫女。由於克萊因王國是一個不需要律師的國家，因此一切的審判都由她的「御魂神諭」來判決。個性有點暴躁，發怒時都會拿起手杖敲成步堂和王泥喜的頭。真正身份為杜爾克和阿瑪拉在女王暗殺事件8年後逃亡所生的孩子，其後阿瑪拉再被抓後成為因格和女王的養女。
因格·卡爾庫爾·克萊因（Inga Karkhuul Khura'in）
克萊因王國法務大臣，女王的丈夫及蕾法的養父。支配著克萊因王國的法律。
杜爾克·薩多瑪迪（Dhurke Sahdmadhi）
革命組織「叛逆之龍」的領導者。王泥喜的養父與那由他和蕾法的父親，曾經是克萊因王國的律師。
波克特·茲亞尼（Ahibi Ur'gaid）
- 配音：加藤英美里（遊戲6代）

克萊因王國的觀光嚮導兼吉印寺院的見習僧侶。養了一隻叫米塔瑪魯（Shah'do）的小狗，波克特將牠放在背包裡。

### 事件相關者

#### 1代&復甦的逆轉
最初的逆轉（The First Turnabout）
高日美佳（Cindy Stone）
- 配音：中村千繪（電視動畫）

22歲，被害人，模特兒，是矢張政志的前女朋友。
於家中被發現死亡。在檢察官的調査報告得知被害人有與多位男性進行援助交際。
山野星雄（Frank Sahwit）
- 配音：高橋伸也（電視動畫）

36歲，目撃者，報紙推銷員。
逆轉的姊妹（Turnabout Sisters）
绫里千寻（Mia Fey）
27歲，被害者，綾里法律事務所所長。
綾里真宵（Maya Fey）
17歲，被告人，見習靈媒師。
松竹梅世（April May）
- 配音：本多真梨子（電視動畫）

23歲，目撃者，情報調査会社「小中文化社（Bluecorps）」的員工，小中大的秘書。
服務生（Bellboy）
26歲，板東飯店的服務生。
小中大（Redd White）
- 配音：手塚弘道（電視動畫）

39歲，「小中文化社」的社長。
星影宇宙之介（Marvin Grossberg）
- 配音：杉崎亮（電視動畫）

64歲，星影法律事務所的所長，千尋的老師。
逆轉大將軍（Turnabout Samurai）
荷星三郎（Will Powers）
- 配音：山本祥太（電視動畫）

23歲，被告人。「成步堂法律事務所」最初委托人。電影制作公司「英都攝影所」的演員，飾演《大江戶戰士大將軍》的大將軍（Tonosaman）。
事件結束後有飾演《小江戶戰士女將軍》的女將軍（Himesaman）
衣袋武志（Jack Hammer）
37歲，被害人。荷星的前輩，飾演《大江戶戰士》的惡代官。
大場香（Wendy Oldbag）
- 配音：杉本优（電視動畫）

年齡不詳，目撃者，攝影所的警衛。暱稱「大嬸」。
大瀧九太（Cody Hackins）
- 配音：石上静香（電視動畫）

7歲，目撃者。是大將軍的超級影迷，經常在攝影棚神出鬼沒。
間宮由美子（Penny Nichols）
18歲，英都攝影所的道具組人員。
宇在拓也（Sal Manella）
- 配音：西野真人（電視動畫）

32歲，《大江戶戰士》的導演。
姬神櫻（Dee Vasquez）
- 配音：日野由利加（電視動畫）

34歲，大江戶戰士的製片人。
逆轉，然後再見（Turnabout Goodbyes）
生倉雪夫（Robert Hammond）
48歲，被害人。於「DL6號事件」擔任律師。
御劍侍（Miles Edgeworth）
24歲，被告人，檢察官。
大澤木夏美（Lotta Hart）
- 配音：高木禮子（電視動畫）

22歲，自稱是大學研究生。
狩魔豪（Manfred von Karma）
65歲，檢察官。御劍的師父，於本案件中與成步堂對決。
租船小屋管理人（Old Man）
- 配音：蓮岳大（電視動畫）

52歲，目擊者。
小百合（Polly）
租船小屋管理人所飼養的鸚鵡。
灰根高太郎（Yanni Yogi）
- 配音：蓮岳大（電視動畫）

前法廷警衛。「DL6號事件」的被告人。
御劍信（Gregory Edgeworth）
- 配音：綿貫龍之介（電視動畫）

故人，「DL6號事件」的死者，御劍怜侍的父親，生前是律師。
綾里舞子（Misty Fey）
- 配音：仲村香織（電視動畫）

46歲，倉院流靈媒道掌門，千尋與真宵的母親。
「DL6號事件」中把御劍信的靈魂召喚出來作證失敗，在事件後行蹤不明。
飛彈（Missile）
警犬。
復甦的逆轉（Rise From The Ashes）
寶月茜（Ema Skye）
16歲，寶月巴的妹妹，父母雙亡後，由姐姐撫養成人。
自幼沉迷於法醫學，立志長大後要成為法證科學專家，以科學破案，卻被委任往沒有任何興趣的刑事科。
曾以其科學知識協助成步堂調查案件，檢驗案件中的血跡和指模。
寶月巴（Lana Skye）
29歲，被告人。寶月茜的姐姐，地方檢察院的首席檢察官，御劍的上司。
多田敷道夫（Bruce Goodman）
37歲，被害人，捜査官。
罪門恭介（Jake Marshall）
33歲，保安課的巡査。
市之谷響華（Angel Starr）
31歲，目撃者，便當屋的售貨員。
巖徒海慈（Damon Gant）
65歲，地方警察局的局長。
原灰進（Mike Meekins）
22歲，總務課的巡査。
青影丈（Joe Darke）
故人，「SL9號事件」的犯人，在2年前被捕並判決死刑。
罪門直斗（Neil Marshall）
享年27歲，罪門恭介的弟弟。

#### 2代
失落的逆轉（The Lost Turnabout）
須須木真子（Maggey Byrde）
22歲，被告人。女警，人稱「不幸中的女神」。與受害人町尾守為情侶。
町尾守（Dustin Prince）
30歲，受害人，派出所工作的警察。與被告人須須木真子為情侶。
諸平野貴雅（Richard Wellington）
22歲，目擊者。
再會，然後逆轉（Reunion, and Turnabout）
霧崎哲郎（Turner Grey）
- 聲優：野坂尚也（電視動畫）

35歲，受害人。「霧崎外科醫院」的院長。
綾里真宵（Maya Fey）
18歲。被告人，見習靈媒師。
綾里貴美子（Morgan Fey）
- 聲優：津川祝子（電視動畫）

綾里春美的母親，綾里舞子的姐姐。
葉中長閑（Ini Miney）
- 聲優：笹本菜津枝（電視動畫）

21歲，研究超心理學的大學生，葉中未實的妹妹。
大澤木夏美（Lotta Hart）
目撃者。
葉中未實（Mimi Miney）
「霧崎外科醫院」工作的護士。
在發生重大醫療事故，導致14名患者死亡的，然而在數日後發生交通事故死亡。
堀田院長（Director Hotti）
自稱「堀田クリニック院長」，實際上是穿著白衣，戴著聽診器的患者。
綾里供子（Ami Fey）
倉院流靈媒道的創始人，據說靈魂被封在「倉院之罐」中。
逆轉馬戲團（Turnabout Big Top）
立見七百人（Russel Berry）
- 配音：佐佐健太（電視動畫）

52歲，受害人。立見馬戲團的團長。
馬克斯（Maximillion Galactica）
- 配音：濱添伸也（電視動畫）

21歲，被告人，魔術師。本名「山田耕平（Billy Bob Johns）」。
班（Benjamin Woodman）
31歲，腹語師，本名「木住勉」。
利洛（Trilo Quist）
- 配音：古川裕隆（電視動畫）

班持有的腹語人偶，個性很暴躁。
蜜莉卡
- 配音：大地葉（電視動畫）

16歲，馬戲團的馴獸師。本名「立見里香（Regina Berry）」，是受害人立見七百人的女兒。
湯米（Moe）
- 配音：内田岳志（電視動畫）

46歲，目撃者，馬戲團的小丑。本名「富田松夫（Lawrence Curls）」，於馬戲團創建就開始就任。
阿庫羅（Acro）
- 配音：中務貴幸（電視動畫）

26歲，空中飛人。團長的外甥，巴特的哥哥。本名「木下大作（Ken Dingling）」。
在半年前的事故後半身麻痺，需坐輪椅生活。
巴特（Bat）
22歲，空中飛人。本名「木下一平（Sean Dingling）」。
在半年前的事故後重傷昏迷。
再見，逆轉（Farewell My Turnabout）
王都樓真悟（Matt Engarde）
- 配音：內匠靖明（電視動畫）

被告人。演員，飾演《大江戶戰士大將軍‧丙！》的大將軍丙（Tonosaman）。
藤見野勛（Juan Corrida）
受害人。演員，飾演《忍者南迦》的忍者南迦。
華宮霧緒（Adrian Andrews）
- 配音：朝井彩加（電視動畫）

目擊者，王都樓真悟的秘書，對人有依賴性。
荷星三郎（Will Powers）
前作《大江戶戰士大將軍》製作團隊英都攝影所的演員，本次宴會與會人員。
大場香（Wendy Oldbag）
前作《大江戶戰士大將軍》製作團隊英都攝影所的警衛，本次飯店警衛。
大澤木夏美（Lotta Hart）
於本作第二話登場，近似於狗仔的偷拍行徑常拍到很關鍵的照片。
天野由利惠（Celeste Inpax）
故人。與藤見野勛相戀並已定婚，但由於被毀婚而自殺，遺書被隱藏起來。
田中太郎（John Doe）
- 配音：橫島亘（電視動畫）

王都樓真悟的管家。
虎狼死家左左右衛門（Shelly de Killer）
- 配音：橫島亘（電視動畫）

職業殺手，重視與顧客之間的信賴關係，關係如被破壞，則顧客將成為下一位追殺對象。
狩魔冥（Franziska von Karma）
狩魔豪的女兒，本案件中因前往法院途中遭到虎狼死家左左右衛門開槍而受傷住院。
御劍侍（Miles Edgeworth）
成步堂龍一的好友，代替受傷住院的狩魔冥做本案件的檢察官。

#### 3代
回憶中的逆轉（Turnabout Memories）
成步堂龍一（Phoenix Wright）
逆轉裁判"第一個案件"的主角，私立勇盟大學藝術系三年級學生，本案件的被告人。
呑田菊三（Doug Swallow）
本案被害者，私立勇盟大學藥學系四年级。
美柳千奈美（Dahlia Hawthorne）
成步堂龍一的戀人，但是半年前與被害人吞田交往。
星影宇宙之介（Marvin Grossberg）
星影法律事務所的負責人，綾里千尋的老師。
被盜的逆轉（The Stolen Turnabout）
天杉優作（Ron DeLite）
本次假面馬斯克偷竊案與毒島黑兵衛殺人案的被告。
怪人假面（Mask*DeMasque）
多起偷竊案的嫌疑犯。
毒島黑兵衛（Kane Bullard）
本次被害者，KB保安局局長。
天杉希華（Desirée DeLite）
天杉優作之妻。
星威岳哀牙（Luke Atmey）
星威岳偵探事務所的負責人。
華宮霧緒（Adrian Andrews）
倉院之里文物展的活動負責人。
矢張政志（Larry Butz）
成步堂的兒時好友。為本次KB保全公司警衛。
法官（弟）（The Judge's Brother）
法官（兄）的弟弟。
逆轉的配方（Recipe for Turnabout）
須須木真子（Maggey Byrde）
前作警察時期糸鋸刑警的後輩，被稱為「不幸的女神」的被告。本作為女僕咖啡廳「吐麗美庵」的服務生，亦是被告。
岡高夫（Glen Elg）
本作被害者，有賭博嗜好，「巴古達斯」公司程式研究員。
本土坊薰（Jean Armstrong）
「吐麗美庵」負責人，亦有賣薰香油，有高達5000萬的負債。
五十嵐將兵（Victor Kudo）
無業遊民，常光顧「吐麗美庵」。
小池惠子（Lisa Basil）
「巴古達斯」公司負責人。
芝九蔵虎之助（The Tiger (Furio Tigre)）
「好借錢莊」借貸公司負責人，亦偽裝成成步堂龍一與被告於法庭上答辯。
鹿羽美（Viola Cadaverini）
為鹿羽權太的孫女，車禍受害者。
鹿羽權太（Bruto Cadaverini）
為黑道「鹿羽組」的組長。
初始的逆轉（Turnabout Beginnings）
尾並田美散（Terry Fawles）
綾里千尋第一次答辯的被告，因綁架案服刑中，最後服毒自殺。
美柳勇希（Valerie Hawthorne）
本案件被害者，職業是警察。
無久井里子（Melissa Foster）
本案件證人。
神乃木莊龍（Diego Armando）
綾里千尋的學長，喜歡喝咖啡。
美柳千奈美（Dahlia Hawthorne）
美柳勇希的妹妹。
華麗的逆轉（Bridge to the Turnabout）
葉櫻院綾美（Iris）
官方中文翻譯為“葉櫻院彩芽”，是與美柳千奈美長得相似的比丘尼，實際上是美柳千奈美的雙胞胎妹妹，並曾經假扮美柳千奈美與成步堂交往半年。
天流齋繪守（Elise Deauxnim）
有名的畫家，為本次被害者，實際上是綾里舞子，倉院流靈媒道掌門。
天流齋真志守（Laurice Deauxnim）
天流齋繪守的徒弟，實際上就是矢張政志。
毘忌尼（Bikini）
「葉櫻院」的住持。
美柳千奈美（Dahlia Hawthorne）
成步堂龍一的前女友，綾美的雙胞胎姊姊，因犯下殺人案關係而判死刑，並於本案發生前的上個月執行死刑。
綾里貴美子（Morgan Fey）
春美的母親，因『再會，然後逆轉』事件而入獄。
御劍侍（Miles Edgeworth）
成步堂龍一的好友，檢察官，代替受傷住院的成步堂龍一做第一天的律師。
狩魔冥（Franziska von Karma）
狩魔豪的女兒，代替戈德做第一天的檢察官。

#### 4代
逆轉的王牌（Turnabout Aces）
成步堂龍一（Phoenix Wright）
本案件被告人，前三作的主角。前任律師，現在擔任俄羅斯餐廳的鋼琴師，其實是七年不敗的傳奇撲克牌玩家。
浦伏影郎（Shadi Smith）
本案件被害者，旅行者，在與成步堂的賭博對決後死亡。
逆居雅香（Olga Orly）
俄羅斯红菜汤餐廳“波鲁哈吉”的女服務生，同时还负责在扑克牌中出千。
逆轉的連鎖街角（Turnabout Street Corners）
北木瀧太（Wocky Kitaki）
本案件被告人，為黑道北木組組長的獨生子。
宇狩輝夫（Pal Meraktis）
本案件被害者，宇狩診所的所長。
並奈美波（Alita Tiala）
北木瀧太的未婚妻。
河津京作（Wesley Stickler）
本案件目擊者，一個探索真理而有點神經質的大學生。
矢田吹麥面（Guy Eldoon）
竊盜事件的被害者之一，矢田吹麵攤的老闆，為了找尋失竊的麵店推車而委託王泥喜。轉行前是宇狩診所的醫生。
北木小梅（Plum Kitaki）
北木組組長的妻子，拿來掃地的掃把其實有暗藏刀子。
北木常勝（Winfred "Big Wins" Kitaki）
北木組的組長，为了拯救中弹的儿子泷太而金盆洗手。
引田院長（Director Hickfield）
自稱引田院長的男子，其實就是二代登場過，自稱是堀田院長的患者。
逆轉的小夜曲（Turnabout Serenade）
馬奇·托巴尤（Machi Tobaye）
本案被告，盲人鋼琴師，帶著墨鏡的14歲少年，來自波爾吉尼亞共和國。
羅梅因·雷塔斯（Romein LeTouse）
本案被害者，拉米洛雅的經紀人，除了經紀人工作以外也擔任翻譯的工作。
拉米洛雅（Lamiroir）
有著動人美聲的女歌手，來自波爾吉尼亞共和國。
眉月大庵（Daryan Crescend）
刑事科國際課的刑警，也是牙琉響也所在的樂團『Garyu Wave』的吉他手。
或真敷場亂（Valant Gramarye）
或真敷魔術團的魔術師，也是美貫生父或真敷雜九的師弟，演唱會機關的策劃者。
逆轉的繼承者（Turnabout Inheritor）
繪瀨真琴（Vera Misham）
本案件被告人，為繪瀨土武六的女兒，寡言的女畫家，因有曾經被誘拐的心靈創傷而足不出戶。
繪瀨土武六（Drew Misham）
本案件被害者，畫家，其實與七年前成步堂被奪取律師資格的案件有重大關聯性。
葉見垣正太郎（Spark Brushel）
本案件目擊者，記者，有著對獨家報導非常敏銳的直覺。
或真敷雜九（Zak Gramarye）
本名「奈奈伏影郎（Shadi Enigmar）」
或真敷天齋的徒弟，七年前事件的被告，美貫的生父，其實就是『逆轉的王牌』事件的被害者浦伏影郎。
或真敷天齋（Magnifi Gramarye）
七年前事件的被害者。或真敷魔術團創辦人，疑似在醫院遭到槍殺。
或真敷場亂（Valant Gramarye）
或真敷天齋的徒弟。
或真敷優海（Thalassa Gramarye）
王泥喜法介及成步堂美貫的母親，或真敷天齋的獨生女，於因一場魔術表演彩排意外生死及下落不明。
奈奈伏美貫（Trucy Enigmar）
或真敷雜九與優海的女兒，因或真敷雜九在判決前逃離法庭而被成步堂收為養女。
糸鋸圭介（Dick Gumshoe）
在前作都有登場的刑警，在七年前案件中的第一位證人。
原灰進（Mike Meekins）
曾於『復甦的逆轉』登場的巡警。
拉米洛雅（Lamiroir）
於「逆轉的小夜曲」出現，來自波爾吉尼亞共和國的女歌手，擔當本案判決的審判員。案件結束審判後得知真實身份為或真敷優海。

#### 5代
逆轉的倒數計時（Turnabout Countdown）
森澄忍（Juniper Woods）
被告人，心音的童年玩伴，經常氣喘發作，因此隨身攜帶向日葵造型的支氣管擴張劑。
賀來穗濟（Candice Arme）
被害人，現役刑警。
馬等島晉吾（Ted Tonate）
任職爆破物處理班的刑警，以電腦進行會話為特徵。
逆轉的百鬼夜行（The Monstrous Turnabout）
天馬出右衛門（Damian Tenma）
被告人，天馬市市長。
九尾銀次（Rex Kyubi）
被害人，九尾村村長。
天馬夢見（Jinxie Tenma）
天馬市長的獨生女。
錢洗熊兵衛（Phineas Filch）
村長家的管理人，有偷竊癖。
美葉院秀一（Florent L'Belle）
天馬市長的秘書，態度高傲，极为自恋。
九尾大帝（The Amazing Nine-Tails）
自稱九尾村出身的神祕摔角手，因反對合併計畫而被村人奉為英雄。案件結束審判後得知真實身份為天馬出右衛門。
天魔太郎（Tenma Taro）
被封印在九尾村的大妖怪。
逆轉學園（Turnabout Academy）
森澄忍（Juniper Woods）
被告人，私立泰米斯法律學園的裁判班高材生，現職學生會長。
道葉正世（Constance Courte）
被害人，私立泰米斯法律學園的法官班導師。
厚井知潮（Robin Newman）
私立泰米斯法律學園的檢察官班學生，森澄忍的朋友，擁有男性般的外表跟性格實際上卻是女扮男裝。
靜矢零（Hugh O’Conner）
私立泰米斯法律學園的律師班學生，森澄忍的朋友，擅长射箭，實際年齡25歲(重考七年)。
一路真二（Aristotle Means）
私立泰米斯法律學園的律師班導師，以不擇手段為信條。
宇和佐集芽（Myriam Scuttlebutt）
私立泰米斯法律學園的法官班学生，新聞社長兼唯一社員，为人很八卦。
牙琉響也
檢察官班特別講師。
化為星辰的逆轉（The Cosmic Turnabout）
星成太陽（Solomon Starbuck）
被告人，知名太空人。
葵大地（Clay Terran）
被害人，太空人，王泥喜的童年玩伴。
大河原有忠（Yuri Cosmos）
大河原宇宙中心的負責人。
通往未來的逆轉（Turnabout for Tomorrow）
希月心音（Athena Cykes）
被告人，成步堂萬能事務所的新人律師，因涉嫌殺害葵大地與希月真理而遭起訴。
希月真理（Metis Cykes）
UR-1号事件被害人，心音的母親。
夕神迅（Simon Blackquill）
檢察官，因UR-1號事件袒护心音被判有罪而入獄。
夕神輝夜（Aura Blackquill）
夕神迅的姐姐，煽動機器人暴動，以脅迫警方重新調查案件。
亡靈（Phantom）
身分不明的間諜。
御劍侍（Miles Edgeworth）
成步堂的好友，現任檢察院長，為了結束司法黑暗時代而參與此案件的調查。
綾里春美（Pearl Fey）
成步堂的好友，受真宵委託幫助成步堂整理事務所。
逆轉的歸還（Turnabout Reclaimed）
荒船艾爾（Orla Shipley）
被告，荒船水族館的殺人鯨。
荒船良治（Jack Shipley）
被害人，荒船水族館的館長。
羽美野翔子（Sasha Buckler）
委託人兼被告人，艾爾的訓練員。
綾里春美（Pearl Fey）
成步堂的好友，因學校的校外教學來參觀水族館。
浦鳥麗華（Norma DePlume）
目擊者，寫實作家。
伊塚育也（Marlon Rimes）
新手飼育員。饒舌高手。
巢古森學（Dr.Herman Crab）
荒船水族館專屬獸醫。
步槍（Rifle）
企鵝。
狙擊槍（Sniper）
小企鵝，常待在學的頭髮裡。
夏風涼海（Azura Summers）
一年前死亡的女性訓練員，翔子的前輩。育也的女友。
荒船艾露（Ora Shipley）
案件審判期間得知還有另一頭殺人鯨，艾爾的姐姐，缺一顆牙齒，一年前的事件後被安樂死。案件結束審判後得知實際上存活並躲起來。

#### 6代
逆轉的異鄉人（The Foreign Turnabout）
波克特·茲亞尼（Ahibi Ur'gaid）
克萊因王國的觀光嚮導兼見習僧侶，本案件的被告人。
波特迪諾·尼卡華斯（Pees'lubn Andistan'dhin）
克萊因教的虔誠信徒，吉印寺廟的住持。從半年前歐洲搬來克萊因。
彌馬·瓦爾希托（Paht Rohi）
寶物庫的警衛，本案件的被害人。
逆轉魔術表演（The Magical Turnabout）
成步堂美貫（Trucy Wright）
魔術師，本案件的被告人。
菜菜野美美（Bonny de Famme）
新手魔術師，輝輝的雙胞胎姊妹。
菜菜野輝輝（Betty de Famme）
美美的雙胞胎姊妹。
志乃山金成（Roger Retinz）
製片人。暱稱「山志乃P」。
Mr.門優（Mr.Reus）
本名伏樹直人（Manov Mistree）。
本案件被害人，與美貫一起表演魔術的魔術師。
逆轉的儀式（The Rite of Turnabout）
綾里真宵（Maya Fey）
靈媒師，本案件的被告人。
馬爾梅爾·阿達姆（Tahrust Inmee）
克萊因王國的祭司，本案件的被害人。
莎拉·阿達姆（Beh'leeb Inmme）
被害人馬爾梅爾·阿達姆的妻子。被稱為「悲劇的未亡人」。
拿納席諾·工比耶（假）（A'nohn Ihmus）
本名、職業、年齡，一切都是謎的男子，似乎喪失記憶。
卡蘭·西格塔爾·克萊因（Ga'ran Sigatar Khura'in）
克萊因王國的女王。因格之妻及蕾法之母。
歐加姆·麥尼契（Rheel Neh'mu）
見習祭司，住在祭司家中修行。
達茲·狄尼蓋爾（Datz Are'bal）
克萊因王國指名部屬於革命派的幹部，擁有隸屬外國傘兵部隊的經歷。
逆轉雜技場（Turnabout Storyteller）
旋風亭獏風（Taifu Toneido）
本案件的被害人，落語家。
旋風亭風子（Geiru Toneido）
旋風亭獏風的徒弟。氣球藝人，已故父親為落語家。
旋風亭美風（Uendo Toneido）
旋風亭獏風的徒弟，落語家，解離性人格疾患。擁有一八、喜瀨川與定吉一共四個人格。
磯田定吉（Owen）
旋風亭美風的多重人格之一，精神年齡只有5歲。
內館啜（Bucky Whet）
本案件的被告人。「內館庵」蕎麥屋的第四代店主。
逆轉的大革命（Turnabout Revolution）
清木政治（Paul Atishon）
積極參與地方議員選舉的青年，為爭奪秘寶「供子的水晶球」而對革命派提告。實為因格的傀儡。
佐奈樹文明（Archie Buff）
考古學家，疑似死於意外。
佐奈樹希爾妮莉亞（Armie Buff）
佐奈樹文明的女兒，因火災受傷必須以輪椅代步。案件結束審判後決定勇敢踏步而成功擺脫輪椅。
蛹中士（Sarge）
希爾妮莉亞操控的小型機器人。
杜爾克·薩多瑪迪（Dhurke Sahdmadhi）
本案件的被告人，王泥喜的養父與那由他和蕾法的父親，曾經是克萊因王國的律師，現在是革命派的領袖。實際上多天前早已被殺害，但分別被真宵和阿瑪拉靈媒，而分別得以去日本看望王泥喜以及在法庭上作證等。
達茲·狄尼蓋爾（Datz Are'bal）
克萊因王國革命派的幹部。
王泥喜奏介（Jove Justice）
音樂家。王泥喜法介的生父，死於克萊因王國。
阿瑪拉·西格塔爾·克萊因（Amara Sigatar Khura'in）
克萊因王國的前任女王，卡蘭的姊姊，那由他和蕾法的母親。23年前因王宮火災事故而死亡。實際上一直假扮成管家婆婆並照顧著蕾法，在案件後期展露真實身份。
因格·卡爾庫爾·克萊因（Inga Karkhuul Khura'in）
本案件的被害人，克萊因王國法務大臣。
卡蘭·西格塔爾·克萊因（Ga'ran Sigatar Khura'in）
克萊因王國的女王，因格的妻子及蕾法的養母，阿瑪拉的妹妹。在登基女王之前有法務大臣跟檢察官的資歷，也在克萊因王國中擔任本案的檢察官。是6代的最終對手及整件事的幕後黑手。23年前因為想從姊姊手上奪取皇位及權力，所以縱火燒王宮及殺害王泥喜奏介。23年後被因格發現其沒有靈力及計畫發起政變，所以將因格殺害並嫁禍給杜爾克。最後在法庭與法介一戰後，被揭發沒有靈力的事實而被拉下台，野心到此終結。
跨越時空的逆轉（Turnabout Time Traveler）
矢張政志（Larry Butz）
成步堂與御劍的好友。本案件中參加一場婚禮，卻疑似鬧場遭人圍毆。
大津部雫（Ellen Wyatt）
新娘兼時空旅行者，本案件的被告人。
八久留間來人（Sorin Sprocket）
大津部雫的新郎。八久留間航空的下屆社長。
八久留間光（Selena Sprocket）
故人。八久留間來人的姊姊兼下屆社長候補。8年前因交通事故而逝世。
十文字一治（Pierce Nichody）
在八久留間家工作的管家。實際是前醫師與八久留間光的未婚夫。
米倉靜次（Dumas Gloomsbury）
本案件的被害人，八久留間家的執事長。

#### 漫畫版
與風一起逆轉
風間鈴音
矢張結交的新女友，在這之前的關係是被害人的情婦。
新庄輝
被害人，飾品公司YY公司的營運部長。
大塚米
瓦礫莊的管理人。
逆轉的死刑台
小森笹夫
被告，朱宗的弟弟，無業的家裡蹲，居住在別館，重度的蜘蛛狂熱者，疑似有社交恐懼症而足不出戶，與大哥的關係並不好。
小森朱宗
被害人，數碼企劃公司社長，因擔心會牽扯到下屬木村次郎的自殺案而請成步堂幫忙辯護。
小森姬子
朱宗的妻子，與丈夫的關係冷淡。
小森沙羅
朱宗的女兒，因認為男朋友木村次郎的死與父親有關而懷恨在心。
木村初郎
木村次郎的哥哥，電機技師，認為弟弟木村次郎的死與小森朱宗有關而展開調查。
木村次郎
數碼企劃公司的員工，有著優秀的行動力但個性傲慢，患有嚴重的蜘蛛過敏症，於9月6日在前往社長家離開之後於腕白公園摔落自殺。
山城亞士
大學教授，笹夫的朋友，個性輕浮。
逆轉的演出
岡崎樹里
被告，亮晶靈秀的新人主持人，與被害人一宮潤平曾經交往過，有一緊張就會咬大拇指指甲的習慣。
一宮潤平
被害人，亮晶晶樂園宣傳部職員，飾演亮晶靈秀的閃耀靈。
春日井浩介
亮晶晶樂園宣傳部部長，飾演亮晶靈秀的亮晶靈，對亮晶靈表演秀的要求很高，因此對欠缺職業意識的岡崎樹里非常嚴格。
二子山豐作
亮晶晶樂園宣傳部職員，飾演亮晶靈秀的大個靈，有酗賭的習慣，曾跟一宮潤平與春日井浩介借過錢。
榮正太郎
亮晶靈秀的粉絲。
大場香
亮晶晶樂園的警衛，在逆轉系列多次擔任警衛一職的角色。
逆轉的預言書
先知麗華
被害者，占卜圈最受歡迎『地獄占卜』的占卜師，號稱100％的占卜準確率，但態度傲慢且常情緒化的舉動引起占卜圈的同行諸多的不滿。
柊楓
被告，高中生，對於超自然現象深信不疑。
煌城真理子
占卜圈人氣第二高『金星神占卜』的占卜師。
酷齋藤
冰淇淋占卜的占卜師。
日影稔
手相占卜的占卜師代理，有極端的潔癖。
狩魔冥
肉感占卜的占卜師代理，對占卜沒有任何興趣，如果有客人來就會用鞭子邊打來趕走客人。因受到父親朋友的委託來代班，也是負責本案的檢察官。
來自天國的逆轉
金成二八
被害者，蕎麥製品大廠天下蕎麥殿的前任董事長，患有嚴重的蕎麥過敏症，曾因誤食帶有蕎麥粉的點心而差點喪命。
金成月美
被告，金成二八的獨生女，認為殺了父親的兇手是自己已故的母親。
愛澤夢子
夢夢診所的所長，金成二八的主治醫師。
希代盛惠
金成家的女管家。
金成霞
故人，金成二八的妻子，在16年前的交通事故中喪命。
龍一
小型家貓，春美在往成步堂事務所時發現的貓，眉毛跟成步堂一模一樣。
巧克力
波斯貓，金成二八所養的貓，與龍一是好朋友。
逆轉大胃王案件
Justice正義
被害者，為大胃王比賽的常勝冠軍，從來沒有敗績，因為俊秀外表關係而成為一些食品的代言人，在當上大胃王戰士前是個魔術師。
鳥山良澄
被告，滿腹電視台播報員，十分尊敬Justice正義，與繪古里沙交惡。
繪古里沙
大胃王戰士，訴求環保不浪費理念而參加大胃王比賽的女性，有近乎極端的環保觀，與衛生習慣不好的鳥山良澄關係交惡。
肌肉猛虎
大胃王戰士，有著在比賽中有將東西捏成一團吞下的戰術，有時因太過噁心而被剪輯。
龍捲嵐
大胃王戰士，有著吃東西要配美乃滋的習慣，在第二場比賽中敗陣。
炎火炎
大胃王戰士，有著嚴重潔癖且吃東西一定要烤熟的習慣，真實身份為『逆轉的預言書』的日影稔占卜師，在第一場比賽中敗陣。
子門道真
滿腹電視台製作人，案件委託者。
本土坊薫
於三代登場過的法式餐廳『吐麗美庵』的店長，為第一場比賽獻上超甜蜜咖哩飯的菜單。
矢田吹屋的老闆
矢田吹屋麵攤的老闆，為4代矢田吹屋麵攤的前任老闆，原本要在最後一場比賽獻上要價7000日圓且一天只能製作兩碗的黃金叉燒麵，因不知什麼原因而換上超辣味噌拉麵。
逆轉力VS神通力
柊楓
被告，為『逆轉的預言書』登場的高中生，對於超自然現象深信不疑，為了探索天狗之謎而來潛入大天狗會，但已經變成了虔誠的信徒了。
細細木陰朗
被害者，自稱「GI陰朗」的私家偵探，右腳有複雜性骨折，因此需要拐杖攙扶。
姫天狗
大天狗會的創立者，以前因詐欺罪而入獄的前科。
力天狗
大天狗會的幹部，因推倒細細木陰朗而造成他骨折。
萬天狗
大天狗會的幹部，對姫天狗的旨意深信不疑，負責雜物管理等等工作。

## 逆轉檢察官

### 主要登場人物
御劍侍（Miles Edgeworth）
檢察官，故事的主角。海外出差回國後連續幾日遇上殺人事件。
糸鋸圭介（Dick Gumshoe）
刑警，在所轄警署擔任初期搜查。絕對信賴御劍。
一條美雲（Kay Faraday）
7年前轟動世間、盗取「真相」的大盗「八咫烏」2代之名的少女。不過最近才繼承2代之名，還未盗取任何東西。擁有稱為「盗樂寶」的機器，進行情報再現來幫助御劍。
狩魔冥（Franziska von Karma）
檢察官，傳說中的檢察官狩魔豪的女兒。因調查走私組織而暫時回國。
狼士龍（Shi-Long Lang）
西鳳民國出身的國際刑警。討厭檢察官，有異議時會叫「太天真啦（アマいな）!」，對部下非常關心，部下都會尊稱「師父」。與狩魔冥一起調查走私組織。經常妨礙御劍調查，但假如御劍的推理合理也會配合行動。
希娜（Shih-na）
狼的秘書。很少說話，幾乎都和狼一起行動，不過也有在狼行動前採取行動的事。真實身分為葛冰見子。
水鏡秤
審判官，手持一把可伸縮的大判槌，为人毫不手软，不爱笑，认为“法律是决定的”。
一柳弓彥
檢察官，自稱一「流」檢察官(諧音)，但對於案子的判斷思考常令人無言，手持類似指揮棒的棍子。
信樂盾之
御劍信的助手，目前為「御劍法律事務所」負責人，人称“老男孩”，时常想获得女性的拥抱。

### 事件相關者

#### 1代
逆轉的來訪者（Turnabout Visitor）
優木誠人（Jacques Portsman）
29歲。檢察官，辦公室位於御劍的辦公室旁邊。把跟隨的刑事都稱為「良」。
仲間戶真治（Buddy Faith）
29歲。跟隨優木誠人的刑事，被害人。
須須木真子（Maggey Byrde）
「不幸的女神」，於本作擔任警衛一職。
逆轉的航綫（Turnabout Airlines）
木之路一縷（Rhoda Teneir）
24歲，GOYOU航空的機艙服務員。負責接待乘客和管理機內商店。
金克‧懷特（Zinc Lablanc II）
62歲，來自北歐小國—波爾吉尼亞的大富豪，自稱是美術商。
阿庫比‧希克斯（Akbey Hicks）
28歲。被害人，頭等艙的乘客，於休息室的升降機發現屍體。實際上是正在調查走私案的國際搜查官。
白音若菜（Cammy Meele）
24歲，GOYOU航空的機艙服務員。負責翻譯和外國客人的接待工作。擅長波爾吉尼亞語，有平時就會打瞌睡的習慣。
劫持的逆轉（The Kidnapped Turnabout）
天野河丈一郎（Ernest Amano）
51歲，天野河財團的總裁。御劍於美國留學時幫助過御劍的恩人。對兒子十分溺愛。
小倉真澄（Oliver Deacon）
天野河家的管家兼光的家庭教師，殺人案的受害人。
本名鞍馬純夫，越獄犯。右撇子。
織戶姬子的親生父親，越獄前是丈一郎的秘書。因越獄的關係沒與女兒相認。
天野河光（Lance Amano）
20歲，天野河家的獨生子，綁架案的受害人。左撇子。
織戶姬子（Lauren Paups）
19歲，光的女朋友兼青梅竹馬。父親是天野河財團的職員，於十年前失蹤。
原灰進（Mike Meekins）
24歲，在板東主題樂園一邊扮演著逮捕君一進進行搜查的巡警。
寶月茜（Ema Skye）
18歲，在美國留學期間回國放假的高中生，志願是科學搜查官。
大場香（Wendy Oldbag）
在樂園裡扮演逮捕小姐，殺人案的目擊者。
優木誠人（Jacques Portsman）
檢事。
仲間戶真治（Buddy Faith）
跟隨優木 誠人的刑事。
鹿羽里美（Viola Cadaverini）
寄給光的「情書」的署名者，在信封中寫著「消費者融資公司鏗銀齋」。
往昔的逆轉（Turnabout Reminiscence）
御劍侍（Miles Edgeworth）
原為旁聽，但因發生一條檢察官被控告的事件，被更換擔任檢察官一職，這同時是御劍第一次上庭。
狩魔豪（Manfred von Karma）
60歲。御劍的師父，創造出35年的不敗紀錄。
狩魔冥（Franziska von Karma）
13歲，狩魔豪的女兒，御劍的師妹。
原在美國留學，於暑假期間回國度假，預定參加美國的司法考試。
糸鋸圭介（Dick Gumshoe）
32歲，新人刑警。在第2候審室前警戒。
一條美雲（Kay Faraday）
11歲，一條九郎的女兒。
法官（Judge）
總是在系列作登場的法官。
一條九郎（Byrne Faraday）
40歲，檢察官。原是大使館人員殺人事件的檢察官，成為了被告後不久遭到殺害。
KG-8號事件和八咫烏事件的負責人。
真刈透（Mack Rell）
32歲，大使館人員殺人事件的被告，與一條九郎共同遭到殺害。
迪德·曼（Deid Mann）
53歲，大使館人員殺人事件的受害人，柯多皮亞大使館的職員。在被殺當晚發生了八咫烏潛入事件。原預定為走私案作證。
葛冰見子（Calisto Yew）
22歲，律師。
馬堂一徹（Tyrell Badd）
53歲，刑偵科刑警。認為現場偵查是美學的
馬尼·柯欽（Manny Coachen）
24歲，KG-8號事件的嫌疑人，因證據不足被判為無罪，是柯多皮亞大使館的職員。當時的檢察官是一條九郎。
葛由卯子
KG-8號事件的受害人，天野河財團的職員。因目擊走私事件而被殺。
八咫烏
義賊，所偷的是真相，會把目標不能見光的証據送到媒體手中。
激燃的逆轉（Turnabout Ablaze）
達米安·辛吉（Colias Palaeno）
巴巴魯大使
卡內基·恩雷德（Quercus Alba）
阿雷巴斯特大使，曾是退役軍人。
馬尼·柯欽（Manny Coachen）
巴巴魯大使館秘書，走私集團的首腦，本次被害者之一。
假面2世（Mask DeMasque II）
本名「赤石葵（Ka-Shi Nou）」，本次被害者之一。
馬堂一徹（Tyrell Badd）
刑偵科刑警。
矢張政志（Larry Butz）
於永世中立劇場扮演「大將軍」。
大場香（Wendy Oldbag）
於永世中立劇場扮演「女將軍」。
八咫烏
義賊，所偷的是真相，會把目標不能見光的証據送到媒體手中。
大澤木夏美（Lotta Hart）
總是在案發現場拍到奇異照片的狗仔。
飛彈（Missile）
獵犬。
葛冰見子（Calisto Yew）
7年前法庭命案的兇手，逃亡中所以下落不明。

#### 2代
逆轉的目標（Turnabout Target）
王帝君
58歲，西鳳民國總統，形似狮子，是位意志坚强的国家领导人，在“葫芦湖公园”的欢迎仪式上讲话时遭到狙击。
外城涯
被害人，王帝君的保鑣。
内藤馬乃介
王帝君的保鑣。
速水美紀子
本事件的嫌疑犯，记者。
獄中的逆轉（The Imprisoned Turnabout）
内藤馬乃介
被害人，死於地方刑務所內。
猿代草太
本事件的嫌疑犯，立見馬戲團的見習馴獸師。
折中秀治
以前是拳擊手。
美和瑪麗
刑務所所長。
鳳院坊了賢
盲眼暗殺者。
蜜莉卡
立見馬戲團的馴獸師。
传承的逆轉（The Inherited Turnabout）
天海一誠
IS-7號事件的嫌疑犯。
緒屋敷司
天海的助手。
冰堂伊作
IS-7號事件的被害人，法國知名雕刻家。
風見豐
美術館中毒事件的被害人，糕點師傅。
黛莉希·史考恩
天下一集团的制药师，为了阻止天海一诚将特效药配方送给别人，被公司安排参赛。
忘却的逆轉（The Forgotten Turnabout）
一條美雲
本事件的嫌疑犯，因故喪失一切記憶。
籠目翼
被害人，檢事審查會的成員。
一柳萬才
一柳檢察官的父親，檢事審查會的會長。
武藤瞳子
伊丹大學附設醫院的護士。
伊丹乙女
伊丹大學附設醫院的院長。
壮阔的逆轉（The Grand Turnabout）
王帝君
58歲，西鳳民國總統，本事件的被害人；實際上只是名替身，本尊於12年前慘遭殺害。
間宮由美子
屍體的第一發現者。
相澤詩紋
年僅13歲的童星，水鏡裁判官的養子，西鳳民國總統王帝君的親生兒子。
龜井隆二
SS-5號事件的被害人，籠目翼的男友。

## 大逆转裁判

### 主要登場人物
成步堂龙之介
- 配音：下野纮

本作主角，日本帝都勇盟大学的学生。以为自己做谋杀案辩护为契机而立志成为律师，为此赴英国留学。是成步堂龙一的祖先。
御琴羽寿沙都
- 配音：花泽香菜

本作女主角，是一位“大和抚子”，原先为日本为亚双义一真留学英国而安排的法务助手，在亚双义遭遇事故被判定死亡后成为成步堂的法律助手。曾女扮男装化名“成步堂龙太郎”为他人辩护，并在最后决定跟随成步堂回到日本建设司法系统。
亚双义一真
- 配音：中村悠一

大学生律师，留学英国，成步堂龙之介的好友。
实际上为探寻父亲亚双义玄真于英国死亡的真相，接受了暗杀任务前往英国。他在前往英国的游轮上发生意外被福尔摩斯认定死亡，但实际上仅为昏迷并失忆。后独自一人辗转来到英国被安排为检察官巴洛克·班吉克斯的随从。由于巴洛克·班吉克斯曾作为检察官将父亲定罪处死而痛恨班吉克斯。最终决定留在英国跟随班吉克斯学习成为检察官。
夏洛克·福尔摩斯
- 配音：川田绅司

世界上最著名的侦探。是個性情不定的人，為了搜查而自己製作了調查用的道具。在英文版当中卡普空为规避版权风险，将其名字修改为“福洛克·夏尔摩斯”（Herlock Sholmes）。
爱丽丝·华生
- 配音：久野美咲

福尔摩斯的助手，医学博士，文学少女。在英文版当中卡普空为规避版权风险，将其名字修改为“爱丽丝·威尔逊”（Iris Wilson）。
自称是福尔摩斯的助手约翰·华生的女兒，以“约翰·华生”的名义将福尔摩斯侦办案子的过程写成小说发布，令福尔摩斯名噪一时。实际上她是克里姆特·班吉克斯的女兒，由福尔摩斯收养。她透过自己收集的资料，推测自己的父亲是约翰·H·华生，并在最后认可福尔摩斯为自己的父亲。
巴洛克·班吉克斯
- 配音：津田健次郎

绰号“死神”，在英国法律界无人不知不晓的“传说中的检察官”。因为认定十年前亚双义玄真杀害了包括他哥哥克里姆特·班吉克斯在内的多名贵族而痛恨日本人。